# Selezione genealogica
La selezione genealogica è un sistema di miglioramento genetico delle specie viventi tramite selezione artificiale. 

Un sistema intensivo di selezione genealogica: il progenitore S viene incrociato con i suoi diretti discendenti D1 e D2 per ottenere D3, ottenendo così un progressivo raffinamento genetico. Di generazione in generazione, infatti, aumenta la percentuale di geni uguali a quelli di S. La prima generazione ne ha il 50%, la seconda il 75%. D3 ha l'87,5% dei geni di S. Una generazione D4 ottenuta dall'unione di D3 con S avrebbe un pool genetico uguale a S per il 93,75

Questo sistema tradizionale parte da una singola pianta (pianta madre) o da una singola coppia di individui il cui fenotipo è considerato desiderabile.
Di generazione in generazione i coltivatori e gli allevatori scelgono gli individui giudicati migliori. I soggetti selezionati vengono poi moltiplicati fra di loro, fino al raggiungimento di una varietà che abbia solo le caratteristiche desiderate. Questo materiale rappresenta l'inizio per un'ulteriore moltiplicazione di un numero di classi qualitative ad uso commerciale o industriale.
Un tipico esempio di selezione genealogica è la realizzazione di cani, gatti o cavalli dotati di pedigree, ottenuti - nelle intenzioni degli allevatori - raffinando di generazione in generazione le caratteristiche genetiche migliori dei loro antenati.